# سید شریف آملی
سید شریف آملی از صوفیان وابسته به طریقت نقطویه بود. او پس از آن که دودمان صفویان در ایران آغاز به شکنجه و اعدام پیروان نقطویه کردند، در سال ۱۵۷۶ میلادی به عنوان یک درویش دوره‌گرد به بلخ رفت و در یک خانقاه مقیم شد. پس از قدرت گرفتن اکبر شاه در هند، آملی به آن سرزمین رفت و مدتی در سلطنت دکن و سلطنت ملوا بود ولی هر بار به دلیل عقاید بدعت‌آمیز اخراج می‌شد. در مظاهر الامرا آمده‌است که شریف آملی بر تصوف تسلط داشت و با ادغام عقاید ملحدان و زندیقان با تصوف، عقایدی یکتاپرستانه بوجود می‌آورد که همه انسان‌ها را در وحدت وجود با الله می‌دانست. او در سال ۱۵۷۶ م (۹۸۴ هجری) به دربار اکبرشاه رفت.
او در مباحثات عبادت‌خانه شرکت می‌کرد و در آنجا از صلح کل استقبال نمود و خواهان کثرت‌گرایی دینی شد تا اینچنین به شاه نزدیک گشت. دیدگاه او نوعی همه‌خدایی و انسان‌گرایی عرفانی در خود داشت. طبقات اکبری با اشاره به این که شریف خواهان این بود که بشریت بدون توجه به مذهبشان برابر در نظر گرفته شوند، او را کنایتاً «موحّد» می‌نامد. سید شریف گرچه در مباحثات «التزام‌ها داد» که دیگر از نقطویه دفاع نکند، اما نهایتاً «چهار اخلاص» را طی کرد و در ۱۰۰۱ میلادی به دین الهی گروید.
او کتابی به نام «ترشحات ظهور» نوشت که اکنون نسخه‌ای از آن شناخته نیست. 